# 聖女の毒杯 その可能性はすでに考えた
『聖女の毒杯 その可能性はすでに考えた』（せいじょのどくはい そのかのうせいはすでにかんがえた）は、井上真偽による日本の推理小説。
2016年7月6日に講談社〈講談社ノベルス〉より書き下ろしで刊行された。ブックデザインは熊谷博人・釜津典之、カバーデザインは坂野公一（welle design）、カバーイラストは丹地陽子が手がけた。
2017年度第17回本格ミステリ大賞候補に選ばれる。「本格ミステリ・ベスト10」2016年版（国内部門）1位、『ミステリが読みたい! 2016年版』（国内編）9位、「週刊文春ミステリーベスト10」（2016年、国内部門）10位、『このミステリーがすごい!』（2016年、国内編）11位など、各種ミステリランキングにランクインしている。黄金の本格ミステリー（2017年）に選出されている。小説家の辻真先は、「砂上楼閣もここまで林立すれば壮観だ。よくも考え抜いたと畏怖させられた」と評している。

## あらすじ

### 第1部 婚
夏のある日、ある地方の町を訪れたフーリンは以前金を貸していた山崎佳織と落ち合う。車での移動の途中、祠を参拝している女性・瀬那の姿を見かけるフーリン。夾竹桃の生垣がある大屋敷で俵屋家の結婚式が開かれる予定であり、瀬那はその花嫁であること。俵屋家は評判が良くないこと。そして、この地方には望まぬ結婚を申し出されたカズミという娘が男衆を皆殺しにしたという古い言い伝えが残っており、女性の守り神〈カズミ様〉として祀られていることを佳織は話す。
土曜日になりフーリンは佳織とともに俵屋家の結婚式を見物しにいくことに。この地方に昔から伝わる風習通りに行われる婚礼の儀をこなす一方、瀬那の心中は望まぬ結婚に揺れていた。大座敷で挙式が始まり〈大盃の回し飲み〉が始まる。花婿の広翔、花嫁の瀬那、花婿の親族、花嫁の親族の順に手渡していく中で付き添い役である双葉の愛犬・ムギが盃を舐めてしまう騒ぎ以外は何事もなく終わったかに見えた。しかしその直後、花婿である広翔、花婿父親・正造、花嫁父親・一平の3人に加えムギが死亡。広翔らの死因はヒ素中毒だと判明し、瀬那の鞄の中からヒ素が入った小瓶が発見される。
そこで、この事件のことをきいた八ツ星が現れ、この事件は〈飛び石殺人〉であり、今回の犯行は瀬那単独では成し得ないことを説明。続いて、事件の前日と当日に屋敷に出入りした人物、それぞれの動きなどを検証した結果、〈全員共犯説〉や奇数番の人間だけを殺害したとする〈奇数番殺害説〉、翠生が正造らを介抱したときにヒ素を飲ませたとする〈時間差殺人説〉、各被害者の1人前がそれぞれ犯人であるとする〈1人前犯人説〉、双葉が犯人で犬をわざと乱入させたとする〈犬故意乱入説〉の五つの説が事件関係者である親族によって次々と唱えられることになる。八ツ星は「犯人は誰かに濡れ衣を着せるために花嫁のヒ素を使った」という論理によって各仮説を否定していく。双葉は結婚をしたくなかった瀬那を守るために〈カズミ様〉が男たちを殺したのであり、これは奇蹟だと考える。フーリンは自らが犯人であると心の中でつぶやく。

### 第2部 葬
フーリンはかつて所属していた組織のボス・シェンに呼び出される。双葉の愛犬・ムギは実はシェンの行方不明になった愛犬・ビンニーだったのだ。愛犬の仇打ちに燃えるシェンは容疑者の面々（瀬那、紀紗子、愛美珂、絹亜、時子、翠生、双葉）を拉致し、フーリンに拷問させようとしていた。いよいよ双葉が拷問にかけられようかという時、八ツ星が助けに駆けつけるが、エリオの仮説否定やリーシーの〈ヒ素耐性説〉に追い詰められる。そこへ上苙が姿を現し、八ツ星とともに仮説を否定する。上苙は「この事件は奇蹟だ」「〈カズミ様〉はこの地で古くから女性の守り神として崇敬される守護聖人だ」「〈カズミ様〉はいわば〈有髪聖女（ヴィルジェフォルティス）〉であり、彼女の加護が顕現したのだ」などと語る。
フーリンがリーシーに自分が犯人であることを秘密裏に伝える中、エリオの唱えた天井裏からヒ素投下説を否定せず沈黙する上苙。フーリンは上苙が真相に気づいており自分を庇おうとしているのではないかと考えるが、しばらく後に、上苙はエリオ説に反証する。するとここでシェンがフーリン真犯人説を唱え始める。追い詰められたフーリンだが、上苙はフーリンは殺人"未遂"計画の首謀者に過ぎず、真犯人は〈カズミ様〉だと反証する。

### 第3部 悼
上苙とフーリンが〈カズミ様〉の祠を訪れると、ある人物が姿を現す。それを見て上苙は本当の真犯人に気づく。

## 登場人物
姚扶琳（ヤオ フーリン）
中国人女性。中国黒社会組織の元幹部。老仏爺（ラオフォイエ）と呼ばれていた。
八ツ星聯（やつほし れん）
少年探偵。上苙の元弟子。
上苙丞（うえおろ じょう）
青髪の探偵。奇蹟がこの世に存在することを証明しようとしている。
山崎佳織（やまざき かおり）
30代半ばの女性。
山崎双葉（やまざき ふたば）
花嫁の付き添い、御酌役。佳織の娘。ムギという名の小型犬を飼っている。
俵屋広翔（たわらや ひろと）
花婿。
俵屋正造（たわらや しょうぞう）
広翔の父。
俵屋紀紗子（たわらや きさこ）
広翔の母。
俵屋愛美珂（たわらや あみか）
広翔の上妹。
俵屋絹亜（たわらや きぬあ）
広翔の下妹。
和田瀬那（わだ せな）
俵屋家に嫁ぐ花嫁。
和田一平（わだ いっぺい）
瀬那の父。
和田時子（わだ ときこ）
瀬那の伯母。
室伏珠代（むろふし たまよ）
俵屋家の家政婦。
橘翠生（たちばな すいせい）
愛美珂らの従兄弟。
光江（みつえ）
翠生の母。
宋儷西（ソン リーシー）
フーリンのかつての仕事仲間。西王母（シーワンムー）という異名をもつ。
沈雯絹（シェン ウェンジェン）
フーリンがかつて所属していた組織の大ボス。
瑩花（インファ）
リーシーの部下。
冰妮（ビンニー）
シェンの飼い犬。ペキニーズ。ムギのこと。
エリオ・ボルツォーニ
イタリア人男性。シェンの愛人。カヴァリエーレの傘下にいた。
カヴァリエーレ
イタリア人の枢機卿。バチカンで奇蹟認定を行う列聖省の審査委員。上苙と対立関係にある。

## 書誌情報
- 新書判（ノベルズ版）：2016年7月7日発売、講談社ノベルス、ISBN 978-4-0629-9079-0
- A4判（文庫版）：2018年7月13日発売、講談社文庫、ISBN 978-4-0651-1943-3